# Bracon
Pour les articles homonymes, voir Bracon (homonymie).
Bracon est une commune française située dans le département du Jura, dans la région culturelle et historique de Franche-Comté et la région administrative Bourgogne-Franche-Comté.

## Géographie
Bracon est au sud de Salins-les-Bains, et est traversée du sud vers le nord par la rivière la Furieuse. Le village est situé dans la reculée de Salins-les-Bains.

### Climat
Pour des articles plus généraux, voir Climat de la Bourgogne-Franche-Comté et Climat du département du Jura.
En 2010, le climat de la commune est de type climat de montagne, selon une étude du Centre national de la recherche scientifique s'appuyant sur une série de données couvrant la période 1971-2000. En 2020, Météo-France publie une typologie des climats de la France métropolitaine dans laquelle la commune est exposée à un climat semi-continental et est dans la région climatique  Jura, caractérisée par une forte pluviométrie en toutes saisons (1 000 à 1 500 mm/an), des hivers rigoureux et un ensoleillement médiocre. 
Pour la période 1971-2000, la température annuelle moyenne est de 10,4 °C, avec une amplitude thermique annuelle de 17,3 °C. Le cumul annuel moyen de précipitations est de 1 344 mm, avec 13,8 jours de précipitations en janvier et 9,6 jours en juillet. Pour la période 1991-2020, la température moyenne annuelle observée sur la station météorologique de Météo-France la plus proche, « Arc-et-Senans », sur la commune d'Arc-et-Senans à 14 km à vol d'oiseau, est de 11,7 °C et le cumul annuel moyen de précipitations est de 1 182,8 mm. 
La température maximale relevée sur cette station est de 41,5 °C, atteinte le 13 août 2003 ; la température minimale est de −25 °C, atteinte le 2 janvier 1971,,. 
Les paramètres climatiques de la commune ont été estimés pour le milieu du siècle (2041-2070) selon différents scénarios d'émission de gaz à effet de serre à partir des nouvelles projections climatiques de référence DRIAS-2020. Ils sont consultables sur un site dédié publié par Météo-France en novembre 2022.

## Urbanisme

### Typologie
Au 1er janvier 2024, Bracon est catégorisée bourg rural, selon la nouvelle grille communale de densité à sept niveaux définie par l'Insee en 2022.
Elle appartient à l'unité urbaine de Salins-les-Bains, une agglomération intra-départementale regroupant deux  communes, dont elle est une commune de la banlieue,,. Par ailleurs la commune fait partie de l'aire d'attraction de Salins-les-Bains, dont elle est une commune du pôle principal,. Cette aire, qui regroupe 14 communes, est catégorisée dans les aires de moins de 50 000 habitants,.

### Occupation des sols
L'occupation des sols de la commune, telle qu'elle ressort de la base de données européenne d’occupation biophysique des sols Corine Land Cover (CLC), est marquée par l'importance des territoires agricoles (74,3 % en 2018), en diminution par rapport à 1990 (75,4 %). La répartition détaillée en 2018 est la suivante : 
prairies (64,5 %), forêts (21,7 %), zones agricoles hétérogènes (7,1 %), zones urbanisées (4 %), terres arables (2,7 %). L'évolution de l’occupation des sols de la commune et de ses infrastructures peut être observée sur les différentes représentations cartographiques du territoire : la carte de Cassini (XVIIIe siècle), la carte d'état-major (1820-1866) et les cartes ou photos aériennes de l'IGN pour la période actuelle (1950 à aujourd'hui).

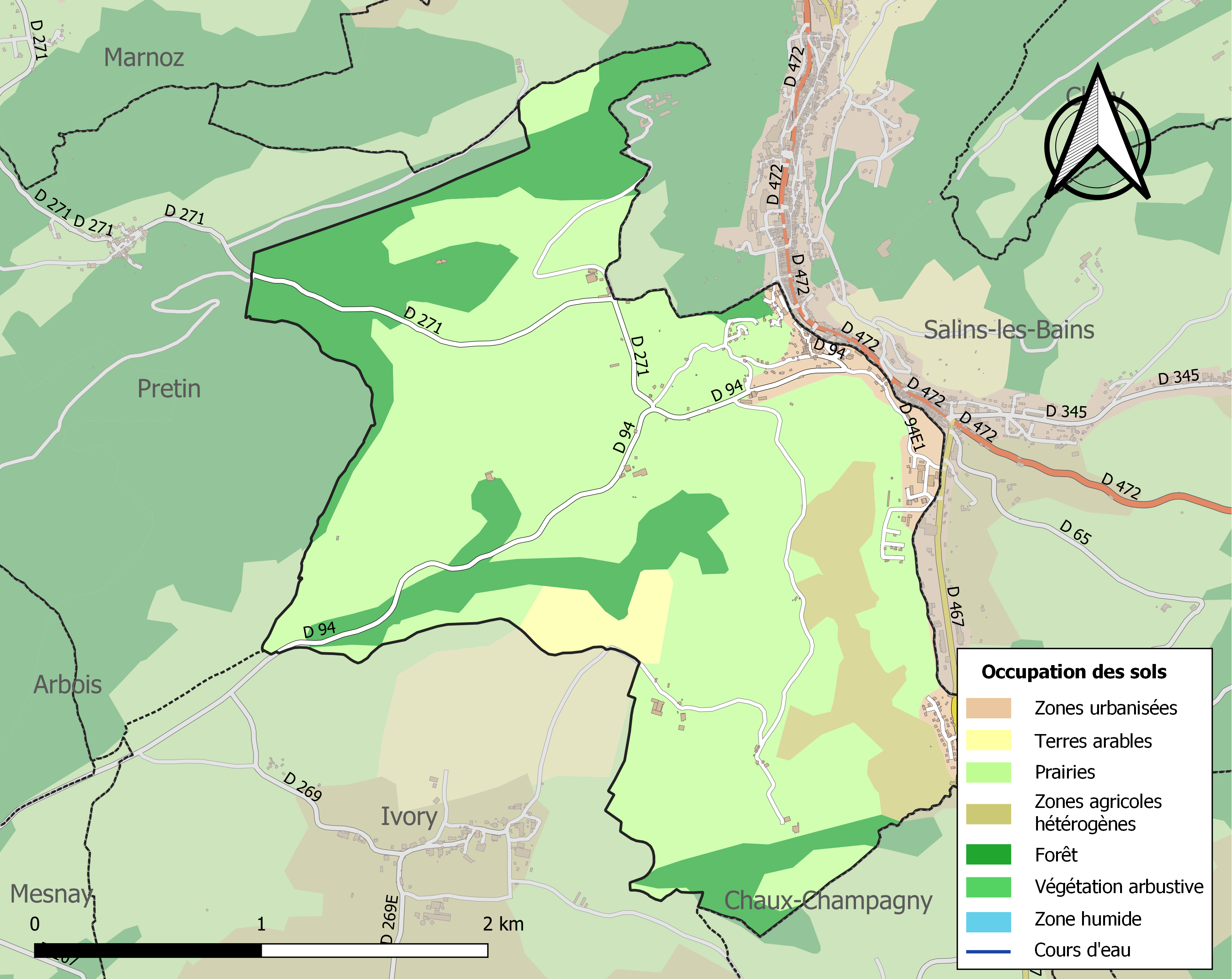
Carte des infrastructures et de l'occupation des sols de la commune en 2018 (CLC).

## Histoire
Durant la guerre entre la France et le Saint Empire dans les années 1492 et 1493, le château de Bracon fut considéré comme un enjeu majeur de ce conflit. Il fut à l'origine de la bataille de Dournon et fut repris à la France en mars 1493.

## Politique et administration
| Période    | Période  | Identité           | Étiquette | Qualité              |
| ---------- | -------- | ------------------ | --------- | -------------------- |
| avant 1988 | ?        | François Bouillet  |           |                      |
| mars 2001  | 2014     | Jean-Marie Maraux  |           |                      |
| mars 2014  | En cours | Patrice Villalonga | SE        | Agriculteur retraité |

## Démographie
L'évolution du nombre d'habitants est connue à travers les recensements de la population effectués dans la commune depuis 1793. Pour les communes de moins de 10 000 habitants, une enquête de recensement portant sur toute la population est réalisée tous les cinq ans, les populations de référence des années intermédiaires étant quant à elles estimées par interpolation ou extrapolation. Pour la commune, le premier recensement exhaustif entrant dans le cadre du nouveau dispositif a été réalisé en 2007.

En 2022, la commune comptait 355 habitants, en évolution de +31,48 % par rapport à 2016 (Jura : −0,81 %, France hors Mayotte : +2,11 %).
| 1793 | 1800 | 1806 | 1821 | 1831 | 1836 | 1841 | 1846 | 1851 |
| ---- | ---- | ---- | ---- | ---- | ---- | ---- | ---- | ---- |
| 510  | 493  | 436  | 461  | 414  | 420  | 364  | 360  | 404  |

| 1856 | 1861 | 1866 | 1872 | 1876 | 1881 | 1886 | 1891 | 1896 |
| ---- | ---- | ---- | ---- | ---- | ---- | ---- | ---- | ---- |
| 395  | 348  | 339  | 307  | 308  | 361  | 394  | 320  | 307  |

| 1901 | 1906 | 1911 | 1921 | 1926 | 1931 | 1936 | 1946 | 1954 |
| ---- | ---- | ---- | ---- | ---- | ---- | ---- | ---- | ---- |
| 317  | 332  | 306  | 271  | 250  | 257  | 241  | 322  | 315  |

| 1962 | 1968 | 1975 | 1982 | 1990 | 1999 | 2006 | 2007 | 2012 |
| ---- | ---- | ---- | ---- | ---- | ---- | ---- | ---- | ---- |
| 307  | 266  | 273  | 330  | 355  | 332  | 295  | 290  | 280  |

| 2017 | 2022 | - | - | - | - | - | - | - |
| ---- | ---- | - | - | - | - | - | - | - |
| 273  | 355  | - | - | - | - | - | - | - |

## Lieux et monuments

### Voies
| 28 odonymes recensés à Bracon au 12 novembre 2013 | 28 odonymes recensés à Bracon au 12 novembre 2013 | 28 odonymes recensés à Bracon au 12 novembre 2013 | 28 odonymes recensés à Bracon au 12 novembre 2013 | 28 odonymes recensés à Bracon au 12 novembre 2013 | 28 odonymes recensés à Bracon au 12 novembre 2013 | 28 odonymes recensés à Bracon au 12 novembre 2013 | 28 odonymes recensés à Bracon au 12 novembre 2013 | 28 odonymes recensés à Bracon au 12 novembre 2013 | 28 odonymes recensés à Bracon au 12 novembre 2013 | 28 odonymes recensés à Bracon au 12 novembre 2013 | 28 odonymes recensés à Bracon au 12 novembre 2013 | 28 odonymes recensés à Bracon au 12 novembre 2013 | 28 odonymes recensés à Bracon au 12 novembre 2013 | 28 odonymes recensés à Bracon au 12 novembre 2013 | 28 odonymes recensés à Bracon au 12 novembre 2013 |
| Allée                                             | Avenue                                            | Bld                                               | Chemin                                            | Cours                                             | Impasse                                           | Côte                                              | Passage                                           | Place                                             | Quai                                              | Rd-point                                          | Route                                             | Rue                                               | Ruelle                                            | Autres                                            | Total                                             |
| ------------------------------------------------- | ------------------------------------------------- | ------------------------------------------------- | ------------------------------------------------- | ------------------------------------------------- | ------------------------------------------------- | ------------------------------------------------- | ------------------------------------------------- | ------------------------------------------------- | ------------------------------------------------- | ------------------------------------------------- | ------------------------------------------------- | ------------------------------------------------- | ------------------------------------------------- | ------------------------------------------------- | ------------------------------------------------- |
| 0                                                 | 0                                                 | 0                                                 | 2                                                 | 0                                                 | 0                                                 | 2                                                 | 0                                                 | 1                                                 | 0                                                 | 0                                                 | 0                                                 | 6                                                 | 1                                                 | 16                                                | 28                                                |
| Notes « N »                                       | Notes « N »                                       | Notes « N »                                       | Néant                                             | Néant                                             | Néant                                             | Néant                                             | Néant                                             | Néant                                             | Néant                                             | Néant                                             | Néant                                             | Néant                                             | Néant                                             | Néant                                             | Néant                                             |
| Sources : rue-ville.info                          |                                                   |                                                   |                                                   |                                                   |                                                   |                                                   |                                                   |                                                   |                                                   |                                                   |                                                   |                                                   |                                                   |                                                   |                                                   |

### Sites

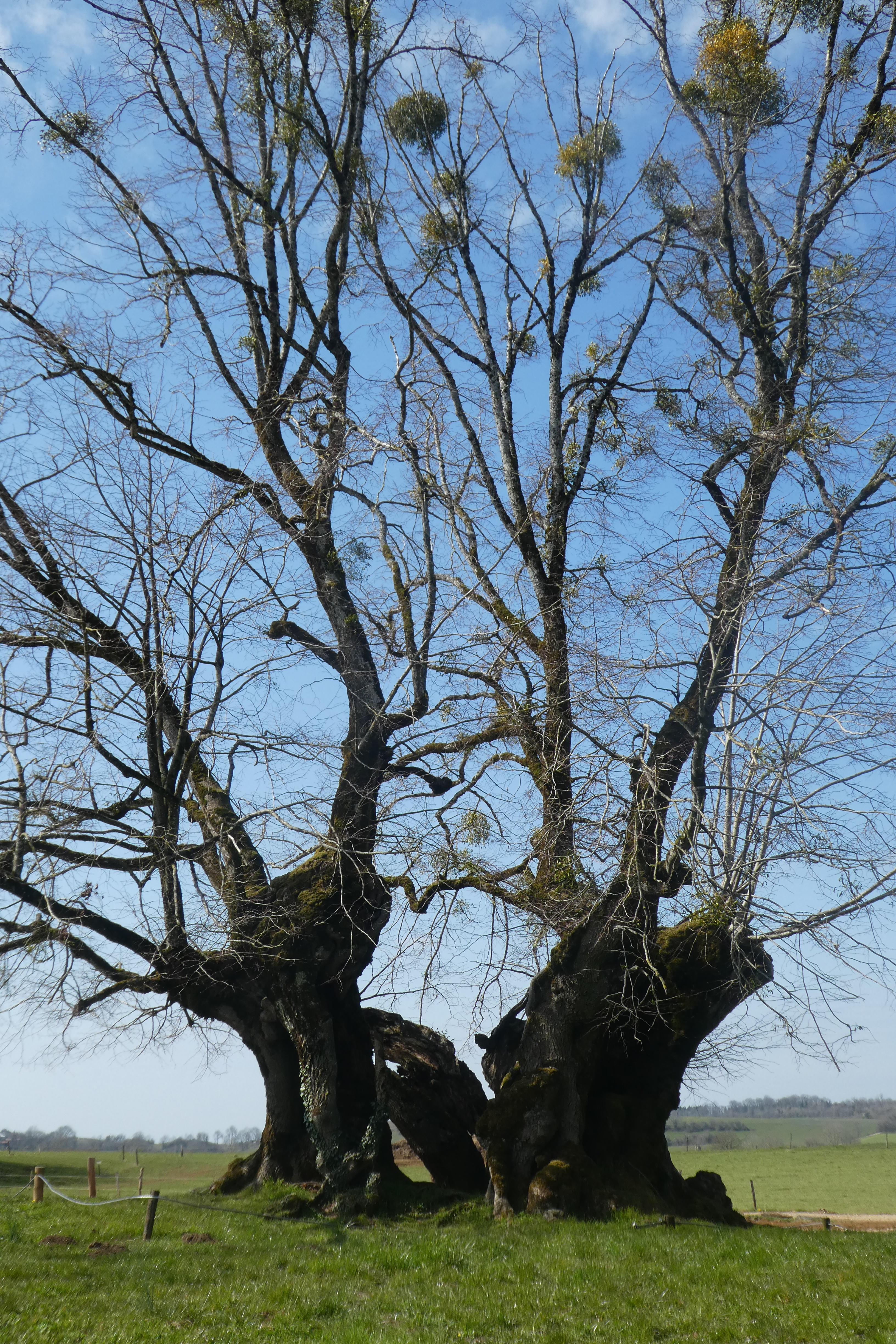
Le tilleul de La Grange-Sauvaget.

- Ruines de la « Lunette de Bracon » (XVIIe siècle) : sur le site de la Lunette exista, dès le VIe siècle, un château, détruit par les Sarrasins au VIIIe siècle, puis reconstruit au Xe siècle, par Aubry Ier de Mâcon, comte de Mâcon, vicomte de Narbonne, sire de Bracon et Salins. Ce château fut au XIVe siècle, une résidence de Mahaut d'Artois et de Marguerite, puis, au XVe siècle, de Charles le Téméraire qui y emprisonna Yolande de France. Ruiné par les guerres des XVIe et XVIIe siècles, Vauban fit raser les vieux murs et construire le fort de la Lunette, en ruines depuis la Révolution. Pierre Bonnot en  (père de Richard Bonnot conseiller du Duc de Bourgogne ) 1369 vendit à la comtesse de Flandre, d'Artois et de Bourgogne Marguerite de Male  une maison dans le château de Bracon[19]
- Tilleul de la Grange Sauvaget (XVe siècle) : selon la tradition, cet arbre fut planté à l'occasion du mariage de la fille de Charles le Téméraire, Marie, avec Maximilien de Habsbourg, le 18 août 1477. Cet arbre culminerait à 25 mètres et aurait une circonférence, à hauteur d'homme, de 17 mètres selon la plaque apposée dans les années 1990, ce qui en ferait le plus gros tilleul de France[20]. Il est reconnu d'utilité publique en 1996, et a reçu le label Arbre remarquable de France en septembre 2000[21]. Ces données sont cependant sujettes à caution : en 1992, trois équipes de dendrochronologues estiment son âge à 240 ans[22] mais comme souvent pour les arbres creux, on ne pourra sans doute jamais connaître leur âge réel, même très approximativement[23]. Cette trogne est « probablement une énorme touffe de rejets, une colonie de « frères », d'âges très différents, peut-être : d'une part, ils ont survécu au tronc initial et, d'autre part, ils se sont anastomosés pour prendre l'aspect d’aujourd'hui[22] ».

## Personnalités liées à la commune
- Saint Claude, né vers 607 à Bracon et mort en 699 à Saint-Oyand-de-Joux (auj. Saint-Claude), évêque de Besançon, de 685 à 692.